# Adam Provazník
Adam Provazník (ur. 4 lipca 2000 w Brnie) – czeski siatkarz, grający na pozycji rozgrywającego. 

## Sukcesy klubowe
Superpuchar Austrii:
- 2024[5]

Puchar Austrii:
- 2025[6]

Mistrzostwo Austrii:
- 2025[7]